# Journal of Analytical Toxicology
Das Journal of Analytical Toxicology, abgekürzt J. Anal. Toxicol., ist eine wissenschaftliche Zeitschrift, die von Oxford University Press veröffentlicht wird. Die erste Ausgabe erschien 1977. Derzeit werden neun Ausgaben im Jahr veröffentlicht.
Die Zeitschrift veröffentlicht Artikel, die sich mit potenziell toxischen Substanzen sowie der Identifizierung, Isolierung und Quantifizierung von Drogen und Arzneistoffen beschäftigen.
Der Impact Factor lag im Jahr 2019 bei 3,513. Nach der Statistik des ISI Web of Knowledge wurde das Journal 2016 in der Kategorie Toxikologie an 44. Stelle von 92 Zeitschriften und in der Kategorie Analytische Chemie an 33. Stelle von 76 Zeitschriften geführt.
Chefredakteur ist Bruce A. Goldberger (University of Florida, Gainesville, Vereinigte Staaten von Amerika).